# Angel Torres García
Ángel Torres García (* 2 de agosto de 1916 en Hacienda La Venta del Astillero, Jalisco, México - † 21 de abril de 2003 en Guadalajara, Jalisco, México) fue un futbolista mexicano que jugaba en la posición de portero. Jugó para el Club Deportivo Guadalajara, Club Deportivo SUTAJ, Selección Jalisco, Unión Deportiva Moctezuma de Orizaba, Atlas Fútbol Club y Tiburones Rojos de Veracruz.
Debutó con el primer equipo del Club Deportivo Guadalajara el 1 de julio de 1934, en un partido contra el Club Marte, el cual sería ganado por el Guadalajara por marcador de 4 goles a 0. El 1 de noviembre de 1937 recibió su primer llamado a la Selección Jalisco, cuadro que enfrentaría al Club de Fútbol Atlante, entonces subcampeón de la liga del Distrito Federal.
En 1940 fue llamado por Óscar Bonfiglio, para ser parte del plantel que incursionaría en la Liga Mayor del Distrito Federal, representando al estado de Jalisco. Durante ese año, alternó entre la Selección Jalisco y el S.U.T.A.J., equipo donde compartió la portería con Baudelio Guardado y con el que lograría coronarse campeón de la Liga Amateur de Jalisco. 
Para 1941 pasa a jugar con los celestes del Unión Deportiva Moctezuma de Orizaba, equipo donde permaneció hasta 1943 cuando fue sustituido por Evaristo Murillo. Al profesionalizarse el fútbol, regresó a Guadalajara, esta vez para enrolarse en las filas del Atlas, donde permaneció hasta 1949. En 1950 firma contrato con los Tiburones Rojos de Veracruz, y ese mismo año decide retirarse después de sufrir un accidente automovilístico en el puerto.
Murió el 21 de abril de 2003 víctima de un paro cardíaco.